# حميراء مألوفة

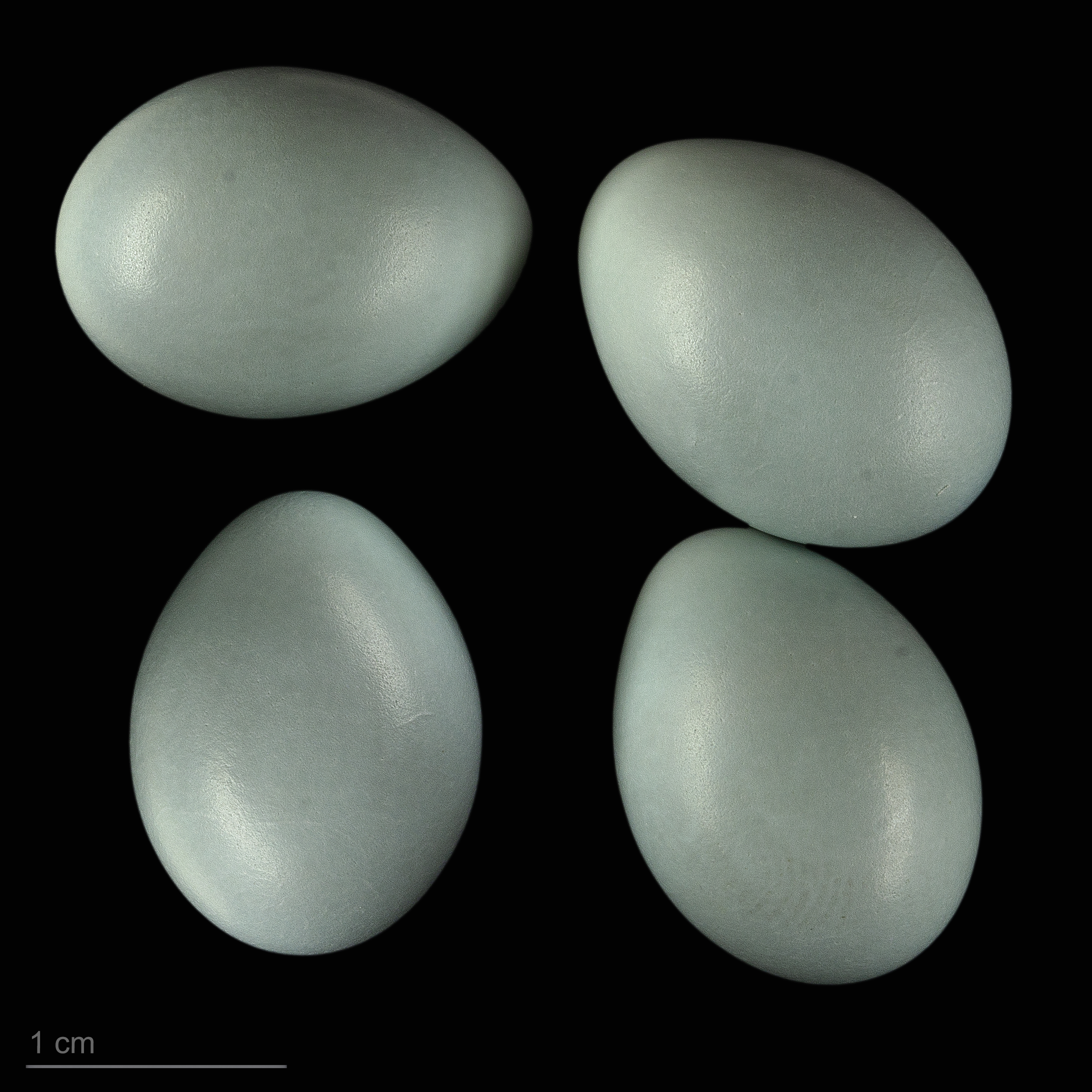
Phoenicurus phoenicurus phoenicurus

حميراء مألوفة (الاسم العلمي: Phoenicurus phoenicurus) (بالإنجليزية: Common Redstart)‏ هي نوع من الطيور يتبع جنس الحميراء من فصيلة خاطفات الذباب.